# Garante della cauzione
Un garante della cauzione (in lingua inglese: bail bondsman) è un soggetto (una persona fisica, agenzia o società) che funga da garante e costituisca in pegno denaro o proprietà come cauzione per la comparsa di un imputato in un processo presso un tribunale.

## Storia
In alcune tavolette di argilla risalenti all'incirca all'anno 2750 a.C. si descrivono accordi su cauzione stipulati nella città di Eshnunna, situata nell'odierno Iraq, tuttavia la prima moderna attività di cauzione negli USA fu fondata da Peter P. McDonough a San Francisco nel 1898.
Ad oggi essi operano quasi esclusivamente negli Stati Uniti e nelle Filippine. Nella maggior parte degli altri Stati del mondo, la pratica della caccia alle taglie non è prevista dalla legge, o comunque illegale.

## Nel mondo

### Stati Uniti d'America
L'VIII emendamento della Costituzione degli Stati Uniti d'America, vieta l'imposizione di cauzione di somme esorbitanti, mentre a livello federale l'istituto è regolato da leggi federali quali lo Uniform Criminal Extradition Act del 1937 e il Comprehensive Crime Control Act del 1984, che riformò la materia. Le leggi che regolano la pratica delle cauzioni variano in ogni Stato federato degli Stati Uniti d'America. Ad esempio, nello Stato della California i contratti di cauzione devono essere verificati e certificati dal Dipartimento assicurativo della California. La pratica delle cauzioni commerciali è illegale negli stati dell'Illinois, del Kentucky, dell'Oregon e del Wisconsin. 
Le agenzie che, a fronte di pegni e forti interessi, pagano le cauzioni a coloro che debbano presentarsi a processo; gli agenti che lavorano in proprio o per queste società, che possono anche avvalersi di un cacciatore di taglie, percepiscono generalmente una commissione del 10% per un addebito statale e del 15% per una cauzione federale, non rimborsabile, e che rappresenta il compenso dell'agente obbligazionario per i servizi resi. L'industria è rappresentata da varie associazioni di categoria, con i Professional Bail Agents e l'American Bail Coalition che formano un gruppo ombrello per gli agenti di cauzione e le società di fideiussione e la National Association of Fugitive Recovery Agents che rappresenta l'industria della caccia alle taglie. Le organizzazioni che rappresentano la professione legale, tra cui l'American Bar Association e la National District Attorneys Association, si oppongono alla pratica dello scambio di obbligazioni, sostenendo che discrimina gli imputati poveri e della classe media senza fare nulla per la sicurezza pubblica.

## Nell'arte

### Cinematografia
- Prima di mezzanotte - film del 1988 diretto da Martin Brest;
- Jackie Brown - film del 1997 diretto da Quentin Tarantino;
- One for the Money - film del 2012 diretto da Julie Anne Robinson.